# Dorcopsis luctuosa
Dorcopsis luctuosa  (лат.) — один из видов кустарниковых кенгуру. 
Вид обитает на юге и юго-востоке острова Новая Гвинея на высоте до 400 метров над уровнем моря. Встречается в первичных и вторичных низменных тропических лесах; может также встречаться на территории заброшенных садов, часто встречается в галерейных лесах.
Существованию вида угрожает охота ради мяса, преобразование лесов в сельскохозяйственные площади, лесозаготовки, строительство дорог. Живёт в Национальном Парке Варирата, хотя, возможно, в последнее время эта популяция была искоренена.